# Fraile (Culebra)
Fraile es un barrio ubicado en la isla-municipio de Culebra en el estado libre asociado de Puerto Rico. En el Censo de 2010 tenía una población de 42 habitantes y una densidad poblacional de 0,46 personas por km².

## Geografía

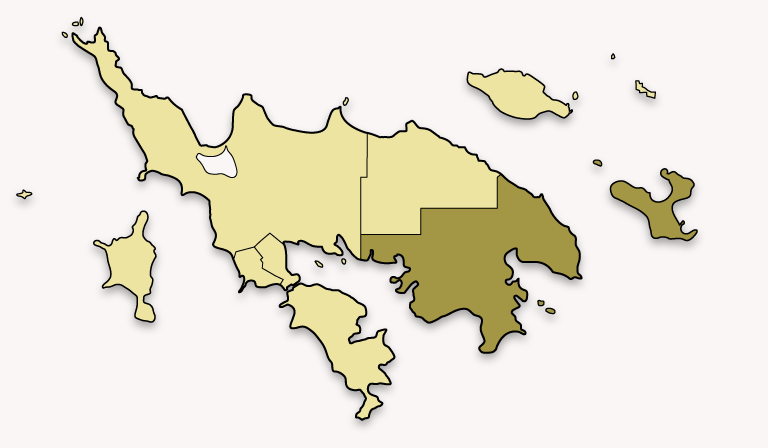
Ubicación del barrio de Fraile en el municipio de Culebra

Fraile se encuentra ubicado en las coordenadas 18°17′51″N 65°15′1″O / 18.29750, -65.25028. Según la Oficina del Censo de los Estados Unidos, Fraile tiene una superficie total de 91.7 km², de la cual 8.23 km² corresponden a tierra firme y (91.03%) 83.47 km² es agua.

## Demografía
Según el censo de 2010, había 42 personas residiendo en Fraile. La densidad de población era de 0,46 hab./km². De los 42 habitantes, Fraile estaba compuesto por el 85.71% blancos, el 4.76% eran afroamericanos y el 9.52% pertenecían a dos o más razas. Del total de la población el 59.52% eran hispanos o latinos de cualquier raza.